# Херсонський консервний комбінат
Херсонський консервний комбінат — промислове підприємство у Херсоні.

## Історія

### 1932-1991
У березні 1931 року РНК СРСР ухвалив рішення про будівництво в Херсоні консервного заводу. Будівництво підприємства почалося в 1932 році згідно з першим п'ятирічним планом розвитку народного господарства СРСР в районі селища Військове (за 7 км від околиці Херсона).
У вересні 1932 року дві перші виробничі лінії були введені в експлуатацію, до кінця 1932 року завод випустив 1 млн банок консервів, у 1933 році введений в експлуатацію цех по випуску овочевих консервів (основною продукцією якого була ікра з кабачків і баклажанів). До 1940 році завод досяг проєктної потужності в 70 млн умовних банок плодоовочевих консервів на рік.
В період німецької окупації (19 серпня 1941 — 13 березня 1943) робилися зусилля з відновлення заводу для постачання німецької армії. При відступі завод був зруйнований німецькими військами.
Відновлення заводу почалося незабаром після закінчення робіт з розмінування місцевості і вже в 1945 році частково відновлений завод випустив перші 14 тис. банок консервів. Після закінчення війни завод був значно розширений, реконструйовано та оснащено новою технікою. Виробничі процеси були механізовані. У 1952 році обсяги виробництва заводу перевищили рівень довоєнного 1940 року.
Станом на початок 1953 року завод виробляв фарширований перець, баклажанну і кабачкову ікру, голубці, шпинат-пюре, консервовані огірки, томатну пасту, томатний сік, овочеві маринади, фруктові компоти і соки, м'ясні та сало-бобові консерви, консервовані супи, повидло, джем, халву, а також інші продукти харчування. У цей час крім цехів основного виробництва, на заводі діяли жестянобаночний цех (виробляв консервні банки), лакопечатний цех і вікельний цех (виготовляв гумові кільця для герметизації скляних банок). Забезпечення заводу сировиною здійснював найбільший в області радгосп "Городній Велетень", а також інші господарства п'яти районів Херсонської області.
У 1962 році Херсонський консервний завод перетворений у Херсонський консервний комбінат, в склад підприємства були включені два спеціалізованих радгоспу Херсонської області.
В подальшому, саме Херсонський консервний комбінат разом зі спеціалізованим радгоспом «Овочевий» вперше в СРСР застосували комплексну індустріальну технологію вирощування, збирання та переробки томатів.
У 1971 році комбінат нагороджений орденом Леніна.
Станом на початок 1985 року, підприємство переробляло понад 3 тис. тонн плодів і овочів на добу і випускало до 3,5 млн умовних банок консервів на добу. Основною продукцією підприємства були овочеві консерви, консервовані фрукти, м'ясні консерви і халва.
У 1950е — 1990 роки входив до переліку провідних підприємств міста, на балансі підприємства знаходилися декілька об'єктів соціальної інфраструктури (гуртожиток, два житлових будинки, дитячий садок, їдальня).

### Після 1991
Після проголошення незалежності України комбінат перетворений у відкрите акціонерне товариство.
У травні 1995 року Кабінет Міністрів України включив комбінат у перелік підприємств, що підлягають приватизації протягом 1995 року.